# Balsam Lake
Balsam Lake és una població dels Estats Units a l'estat de Wisconsin. Segons el cens del 2000 tenia 950 habitants.

## Demografia
Segons el cens del 2000, Balsam Lake tenia 950 habitants, 428 habitatges, i 264 famílies. La densitat de població era de 180,7 habitants per km².
Dels 428 habitatges en un 20,6% hi vivien nens de menys de 18 anys, en un 49,5% hi vivien parelles casades, en un 8,2% dones solteres, i en un 38,1% no eren unitats familiars. En el 32,7% dels habitatges hi vivien persones soles el 15,2% de les quals corresponia a persones de 65 anys o més que vivien soles. El nombre mitjà de persones vivint en cada habitatge era de 2,1 i el nombre mitjà de persones que vivien en cada família era de 2,62.
Per edats la població es repartia de la següent manera: un 18,2% tenia menys de 18 anys, un 7,8% entre 18 i 24, un 23,2% entre 25 i 44, un 26,1% de 45 a 60 i un 24,7% 65 anys o més.
L'edat mediana era de 46 anys. Per cada 100 dones de 18 o més anys hi havia 104,5 homes.
La renda mediana per habitatge era de 34.276 $ i la renda mediana per família de 42.708 $. Els homes tenien una renda mediana de 31.397 $ mentre que les dones 24.028 $. La renda per capita de la població era de 19.576 $. Aproximadament el 4,8% de les famílies i el 7,7% de la població estaven per davall del llindar de pobresa.

## Poblacions més properes
El següent diagrama mostra les poblacions més properes.